# Raiva (Castelo de Paiva)
Raiva is een plaats (freguesia) in de Portugese gemeente Castelo de Paiva en telt 2 394 inwoners (2001).